# Ontholestes tessellatus
Ontholestes tessellatus är en skalbaggsart som först beskrevs av Geoffroy 1785.  Ontholestes tessellatus ingår i släktet Ontholestes, och familjen kortvingar. Arten är reproducerande i Sverige.

## Bildgalleri

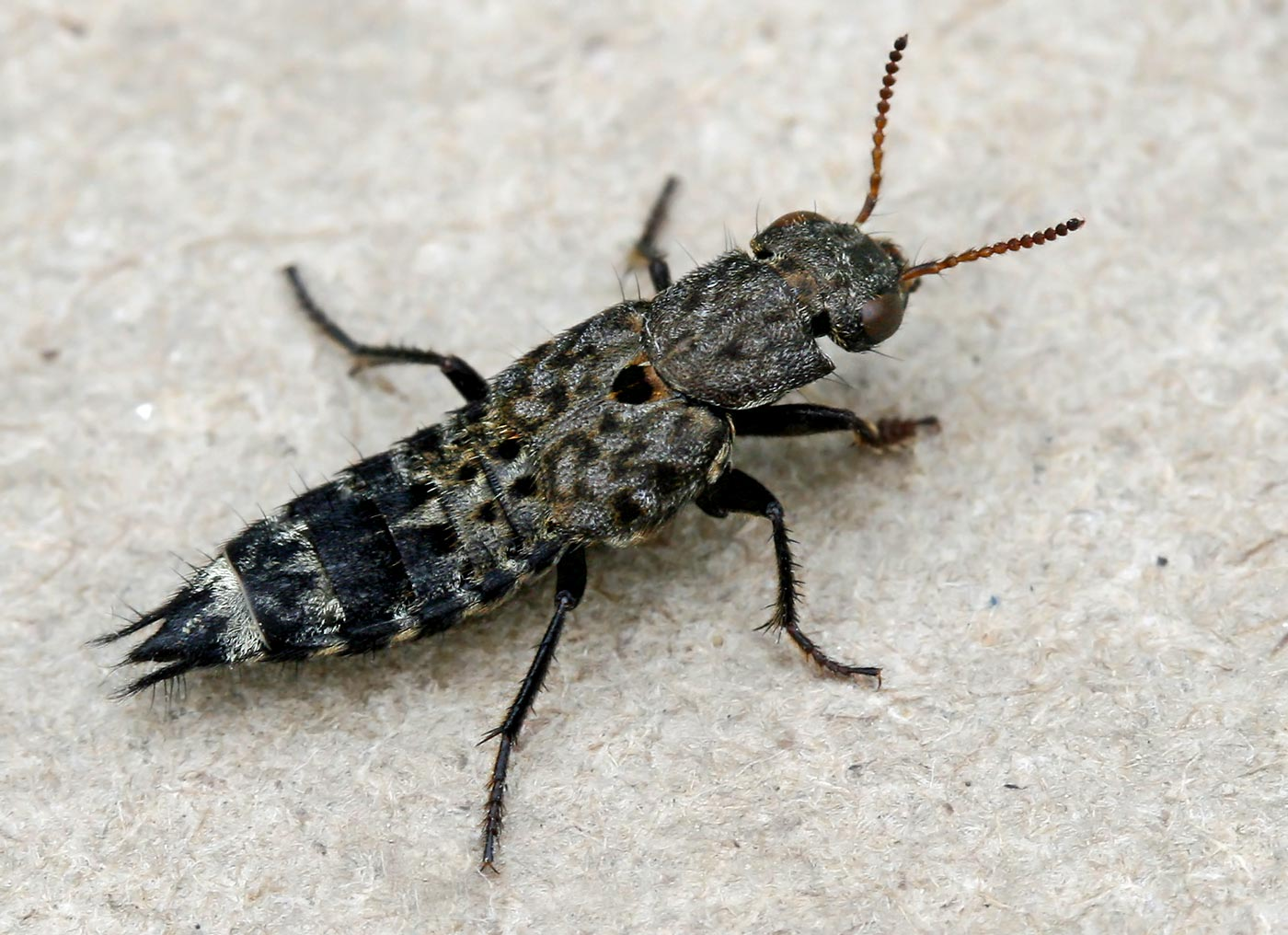
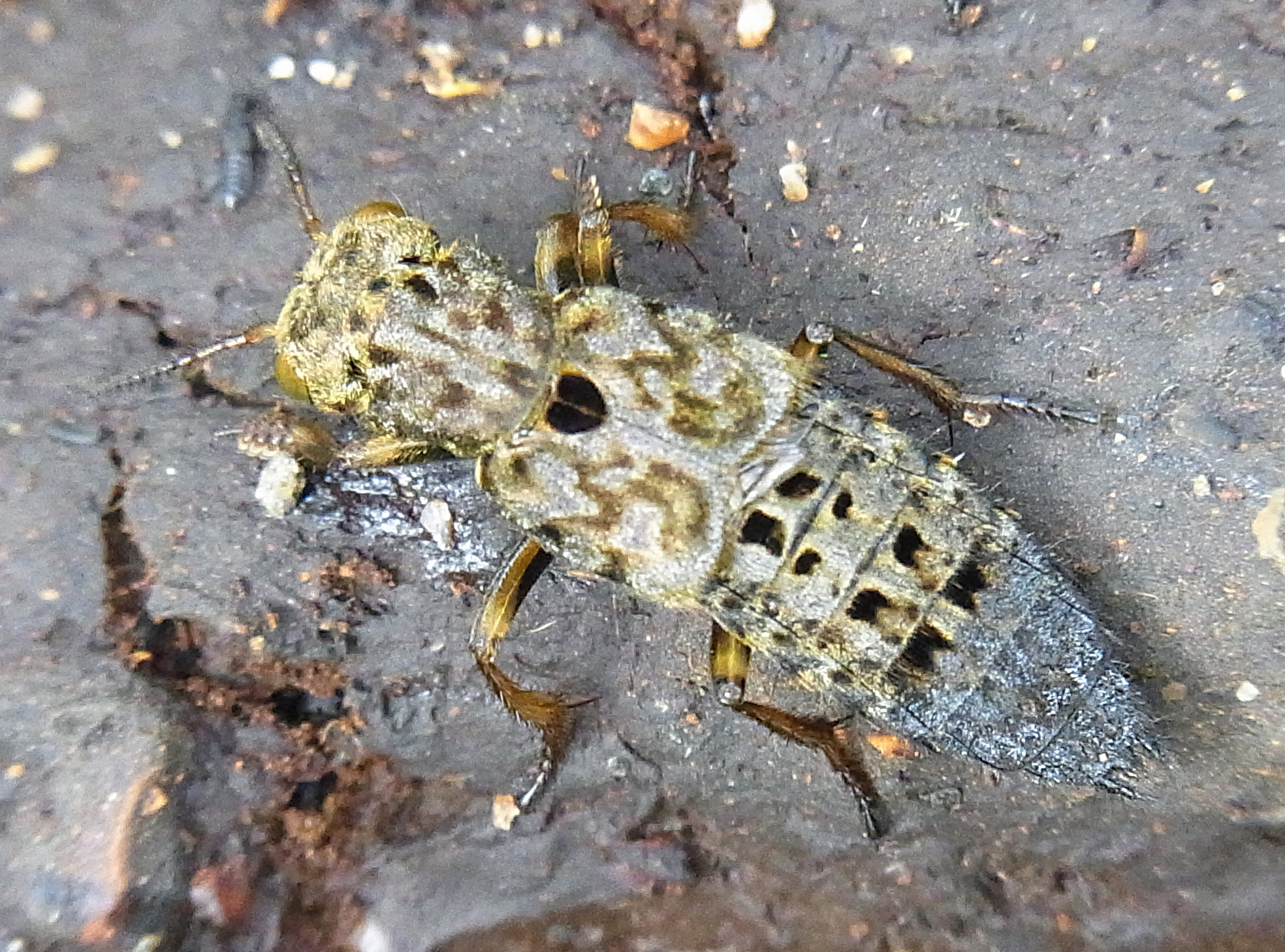
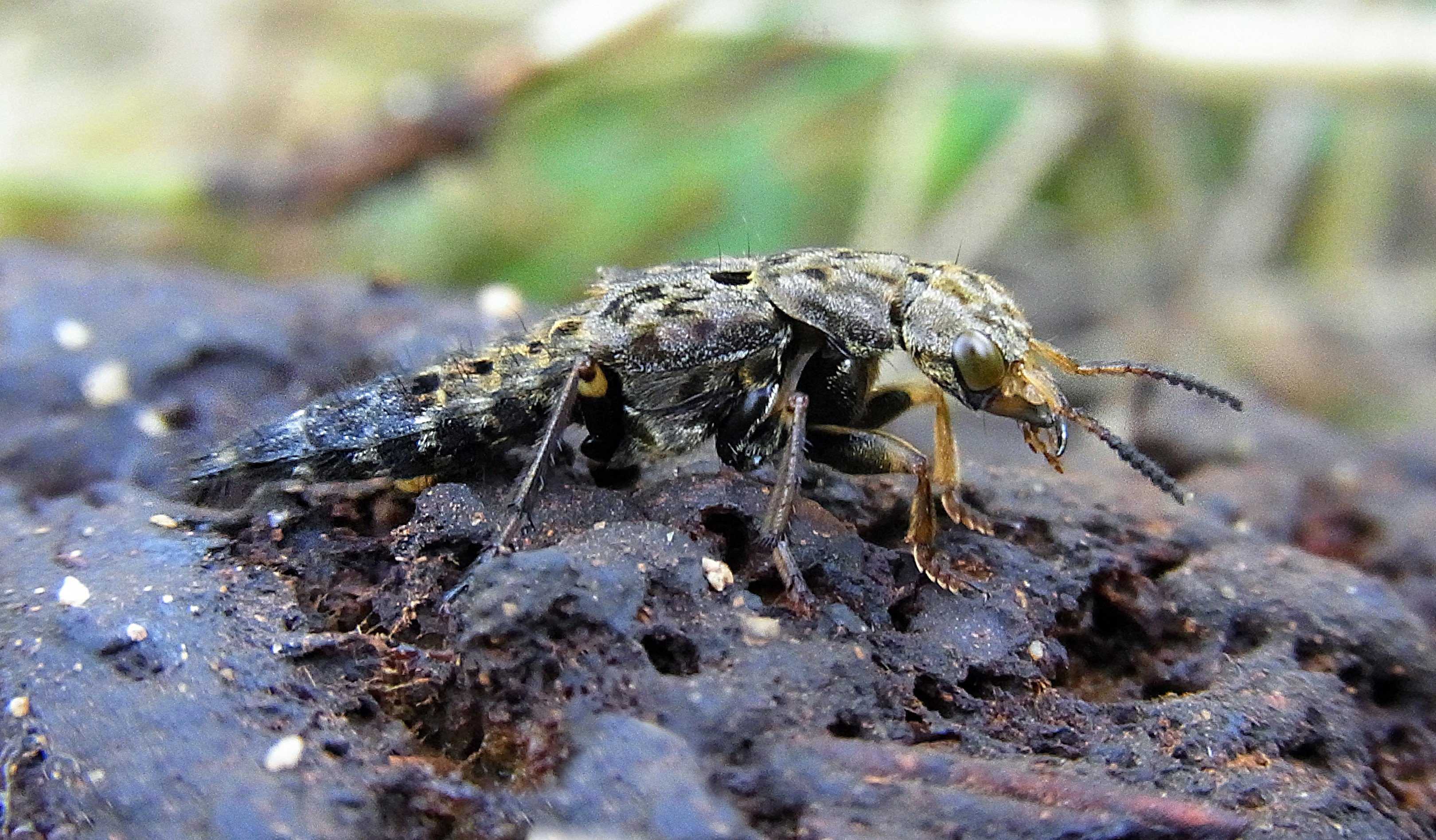